# Municipio de Popple
El municipio de Popple (en inglés: Popple Township) es un municipio ubicado en el condado de Clearwater, en el estado estadounidense de Minnesota. Según el censo de 2020, tiene una población de 535 habitantes.

## Geografía
El municipio de Popple se encuentra ubicado en las coordenadas 47°32′30″N 95°29′15″O / 47.54167, -95.48750. Según la Oficina del Censo de los Estados Unidos, el municipio tiene una superficie total de 92.9 km², de la cual 90,6 km² corresponden a tierra firme y 2,3 km² es agua.

## Demografía
Según el censo de 2010, había 526 personas residiendo en el municipio de Popple. La densidad de población era de 5,66 hab./km². De los 526 habitantes, el municipio de Popple estaba compuesto por el 93,73 % blancos, el 3,23 % eran amerindios y el 3,04 % eran de una mezcla de razas. Del total de la población el 0,38 % eran hispanos o latinos de cualquier raza.